# 阿德尔·史密斯
阿德尔·埃米利奥·史密斯(意大利语: Adel Emilio Smith， 1960年3月9日—2014年8月22日)，原名埃米利奥·史密斯，拥有埃及国籍。他是一名意大利穆斯林，以其激进立场而闻名，经常被指控为原教旨主义。
他出生于埃及的亚历山大城，是苏格兰裔意大利建筑师和一名科普特人女性的儿子。史密斯小时候移居意大利，后来在罗马为讲阿拉伯语的游客当翻译谋生。作为一名天主教徒长大的他最终皈依了伊斯兰教。后来他搬到了阿尔巴尼亚，在那里他当了一名印刷工，然后回到意大利，在奥菲纳村定居。
阿德尔·史密斯创立了意大利穆斯林联盟(Unione dei Musulmani d‘Italia)，声称它是最具代表性的意大利穆斯林协会。然而，史密斯的批评者认为，他的协会成员很少。当他要求从奥菲纳的小学移除十字架时，他在意大利媒体上声名鹊起，他的儿子在那里上学。随后，他成为意大利媒体的常客，在那里他猛烈抨击西方文明和基督教。
2001年，他创立了意大利伊斯兰党(Partito Islamic Ico Italiano)。
他要求拆除公共场所(如学校、医院和政府办公室)的十字架，并在当局拒绝拆除十字架后，将十字架扔出他母亲病房的窗户，从而吸引了更多媒体的关注。
2004年4月，他试图起诉作家奥里亚娜·法拉奇，称她的书《理性的力量》是对伊斯兰教的冒犯。
意大利主流穆斯林组织对史密斯被意大利媒体视为真正的穆斯林领袖表示不安。
意大利国务委员会2006年2月13日第556号判决书支持在政府资助的空间展示十字架。史密斯随后在2006年被指控诽谤天主教，并被判处8个月监禁。
2011年，他因欺诈和伪造支票被判处五年监禁。
史密斯于2014年8月22日在拉奎拉去世，时年54岁。